# Saropogon dasynotus
Saropogon dasynotus là một loài ruồi trong họ Asilidae. Saropogon dasynotus được Loew miêu tả năm 1871. Loài này phân bố ở vùng Cổ Bắc giới.